# Federica Dorotea di Brandeburgo-Schwedt
Federica Dorotea di Brandeburgo-Schwedt (Schwedt, 18 dicembre 1736 – Stoccarda, 9 marzo 1798) fu duchessa di Württemberg ed antenata di molti reali europei del XIX e XX secolo.

## Biografia

### Infanzia
Era la figlia del margravio Federico Guglielmo di Brandeburgo-Schwedt e di sua moglie, la principessa Sofia Dorotea di Prussia, sorella di Federico il Grande.

### Matrimonio
Il 29 novembre 1753 sposò Federico II Eugenio, duca di Württemberg. La coppia inizialmente visse a Treptow an der Rega, dove Federica, insieme al marito, diede vita ad una residenza principesca culturalmente significativa.
Di fede calvinista, aveva sposato un cattolico, mentre i suoi figli vennero cresciuti nella fede luterana, secondo una condizione posta da suo zio, Federico II di Prussia, nel contratto di nozze del 3 settembre 1753: quale contropartita, il sovrano concesse a Federico Eugenio una rendita annuale di 25.000 fiorini.

### Discendenza reale
Sua figlia Sofia Dorotea sposò lo zar Paolo I di Russia e divenne così imperatrice con il nome ortodosso di Maria Feodorovna; fu quindi madre (tra gli altri) di Alessandro I e Nicola I di Russia, nonché della regina Anna Pavlovna dei Paesi Bassi (dalla quale discende l'attuale casa regnante olandese) e della granduchessa Marija Pavlovna di Sassonia-Weimar-Eisenach, trisnonna dell'imperatore tedesco Guglielmo II.
Attraverso il suo secondo figlio Luigi, Federica Dorotea è inoltre un'antenata diretta della regina Elisabetta II del Regno Unito e di Filippo del Belgio.

### Ultimi anni e morte
Dal 1769 visse, con il marito ed i figli, nella contea di Mömpelgard.
La duchessa morì il 9 marzo 1798 a Stoccarda.
Federica viene descritta come una donna brillante ed affettuosa.

## Discendenza
Dal matrimonio tra Federica Dorotea e Federico II Eugenio nacquero:
- Federico Guglielmo Carlo (6 novembre 1754 – 30 ottobre 1816), successore del padre, che divenne il primo re di Württemberg;
- Ludovico Federico Alessandro (30 agosto 1756 – 20 settembre 1817), del quale la regina Elisabetta II del Regno Unito è una diretta discendente;
- Eugenio Federico Enrico (1758 – 20 giugno 1822);
- Sofia Maria Dorotea (25 ottobre 1759 – 5 novembre 1828); sposò l'imperatore Paolo I di Russia; ne sono diretti discendenti il principe Filippo, duca di Edimburgo e la regina Sofia di Spagna;
- Guglielmo Federico Filippo (27 dicembre 1761 – 10 agosto 1830), padre di Guglielmo, I duca di Urach;
- Ferdinando Federico Augusto (22 ottobre 1763 – 20 gennaio 1834), marito della principessa Pauline Kunegunde di Metternich (sorella del principe Klemens von Metternich);
- Federica Elisabetta Amalia (27 luglio 1765 – 24 novembre 1785); sposò Pietro, duca di Oldenburg;
- Elisabetta Guglielmina Luisa (21 aprile 1767 – 18 febbraio 1790), sposò Francesco I, imperatore d'Austria;
- Federica Guglielmina Caterina (nata e morta nel 1768);
- Carlo Federico Enrico (3 maggio 1770 – 22 agosto 1791);
- Alessandro Federico Carlo (24 aprile 1771 – 4 luglio 1833), fondatore del quinto ramo del casato di Württemberg, da cui discende l'attuale capo della casata, il duca Carlo Maria di Württemberg;
- Carlo Enrico (3 luglio 1772 – 28 luglio 1833).

## Ascendenza
|                                              |                           |                                                              | Genitori                                                |  |  | Nonni |  |  | Bisnonni                               |  |  | Trisnonni                            |  |
|                                              |                           |                                                              |                                                         |  |  |       |  |  | 8. Federico Guglielmo I di Brandeburgo |  |  | 16. Giorgio Guglielmo di Brandeburgo |  |
|                                              |                           |                                                              |                                                         |  |  |       |  |  | 8. Federico Guglielmo I di Brandeburgo |  |  | 16. Giorgio Guglielmo di Brandeburgo |  |
|                                              |                           | 17. Elisabetta Carlotta del Palatinato-Simmern               |                                                         |  |  |       |  |  | 8. Federico Guglielmo I di Brandeburgo |  |  |                                      |  |
| 4. Filippo Guglielmo di Brandeburgo-Schwedt  |                           |                                                              |                                                         |  |  |       |  |  | 8. Federico Guglielmo I di Brandeburgo |  |  |                                      |  |
|                                              |                           | 9. Sofia Dorotea di Schleswig-Holstein-Sonderburg-Glücksburg | 18. Filippo di Schleswig-Holstein-Sonderburg-Glücksburg |  |  |       |  |  |                                        |  |  |                                      |  |
|                                              |                           | 9. Sofia Dorotea di Schleswig-Holstein-Sonderburg-Glücksburg | 18. Filippo di Schleswig-Holstein-Sonderburg-Glücksburg |  |  |       |  |  |                                        |  |  |                                      |  |
|                                              |                           | 9. Sofia Dorotea di Schleswig-Holstein-Sonderburg-Glücksburg | 19. Sofia Edvige di Sassonia-Lauenburg                  |  |  |       |  |  |                                        |  |  |                                      |  |
| 2. Federico Guglielmo di Brandeburgo-Schwedt |                           | 9. Sofia Dorotea di Schleswig-Holstein-Sonderburg-Glücksburg |                                                         |  |  |       |  |  |                                        |  |  |                                      |  |
|                                              |                           | 10. Giovanni Giorgio II di Anhalt-Dessau                     | 20. Giovanni Casimiro di Anhalt-Dessau                  |  |  |       |  |  |                                        |  |  |                                      |  |
|                                              |                           | 10. Giovanni Giorgio II di Anhalt-Dessau                     | 20. Giovanni Casimiro di Anhalt-Dessau                  |  |  |       |  |  |                                        |  |  |                                      |  |
|                                              |                           | 10. Giovanni Giorgio II di Anhalt-Dessau                     | 21. Agnese d'Assia-Kassel                               |  |  |       |  |  |                                        |  |  |                                      |  |
| 5. Giovanna Carlotta di Anhalt-Dessau        |                           | 10. Giovanni Giorgio II di Anhalt-Dessau                     |                                                         |  |  |       |  |  |                                        |  |  |                                      |  |
|                                              |                           | 11. Enrichetta Caterina d'Orange                             | 22. Federico Enrico d'Orange                            |  |  |       |  |  |                                        |  |  |                                      |  |
|                                              |                           | 11. Enrichetta Caterina d'Orange                             | 22. Federico Enrico d'Orange                            |  |  |       |  |  |                                        |  |  |                                      |  |
|                                              |                           | 11. Enrichetta Caterina d'Orange                             | 23. Amalia di Solms-Braunfels                           |  |  |       |  |  |                                        |  |  |                                      |  |
| 1. Federica Dorotea di Brandeburgo-Schwedt   |                           | 11. Enrichetta Caterina d'Orange                             |                                                         |  |  |       |  |  |                                        |  |  |                                      |  |
|                                              | 12. Federico I di Prussia | 24. Federico Guglielmo I di Brandeburgo                      |                                                         |  |  |       |  |  |                                        |  |  |                                      |  |
|                                              | 12. Federico I di Prussia | 24. Federico Guglielmo I di Brandeburgo                      |                                                         |  |  |       |  |  |                                        |  |  |                                      |  |
|                                              | 12. Federico I di Prussia | 25. Luisa Enrichetta d'Orange                                |                                                         |  |  |       |  |  |                                        |  |  |                                      |  |
| 6. Federico Guglielmo I di Prussia           | 12. Federico I di Prussia |                                                              |                                                         |  |  |       |  |  |                                        |  |  |                                      |  |
|                                              |                           | 13. Sofia Carlotta di Hannover                               | 26. Ernesto Augusto di Brunswick-Lüneburg               |  |  |       |  |  |                                        |  |  |                                      |  |
|                                              |                           | 13. Sofia Carlotta di Hannover                               | 26. Ernesto Augusto di Brunswick-Lüneburg               |  |  |       |  |  |                                        |  |  |                                      |  |
|                                              |                           | 13. Sofia Carlotta di Hannover                               | 27. Sofia del Palatinato                                |  |  |       |  |  |                                        |  |  |                                      |  |
| 3. Sofia Dorotea di Prussia                  |                           | 13. Sofia Carlotta di Hannover                               |                                                         |  |  |       |  |  |                                        |  |  |                                      |  |
|                                              |                           | 14. Giorgio I di Gran Bretagna                               | 28. Ernesto Augusto di Brunswick-Lüneburg (= 26)        |  |  |       |  |  |                                        |  |  |                                      |  |
|                                              |                           | 14. Giorgio I di Gran Bretagna                               | 28. Ernesto Augusto di Brunswick-Lüneburg (= 26)        |  |  |       |  |  |                                        |  |  |                                      |  |
|                                              |                           | 14. Giorgio I di Gran Bretagna                               | 29. Sofia del Palatinato (= 27)                         |  |  |       |  |  |                                        |  |  |                                      |  |
| 7. Sofia Dorotea di Hannover                 |                           | 14. Giorgio I di Gran Bretagna                               |                                                         |  |  |       |  |  |                                        |  |  |                                      |  |
|                                              |                           | 15. Sofia Dorotea di Celle                                   | 30. Giorgio Guglielmo di Brunswick-Lüneburg             |  |  |       |  |  |                                        |  |  |                                      |  |
|                                              |                           | 15. Sofia Dorotea di Celle                                   | 30. Giorgio Guglielmo di Brunswick-Lüneburg             |  |  |       |  |  |                                        |  |  |                                      |  |
|                                              |                           | 15. Sofia Dorotea di Celle                                   | 31. Éléonore d'Esmier d'Olbreuse                        |  |  |       |  |  |                                        |  |  |                                      |  |
|                                              |                           | 15. Sofia Dorotea di Celle                                   |                                                         |  |  |       |  |  |                                        |  |  |                                      |  |